# Tadej Golob

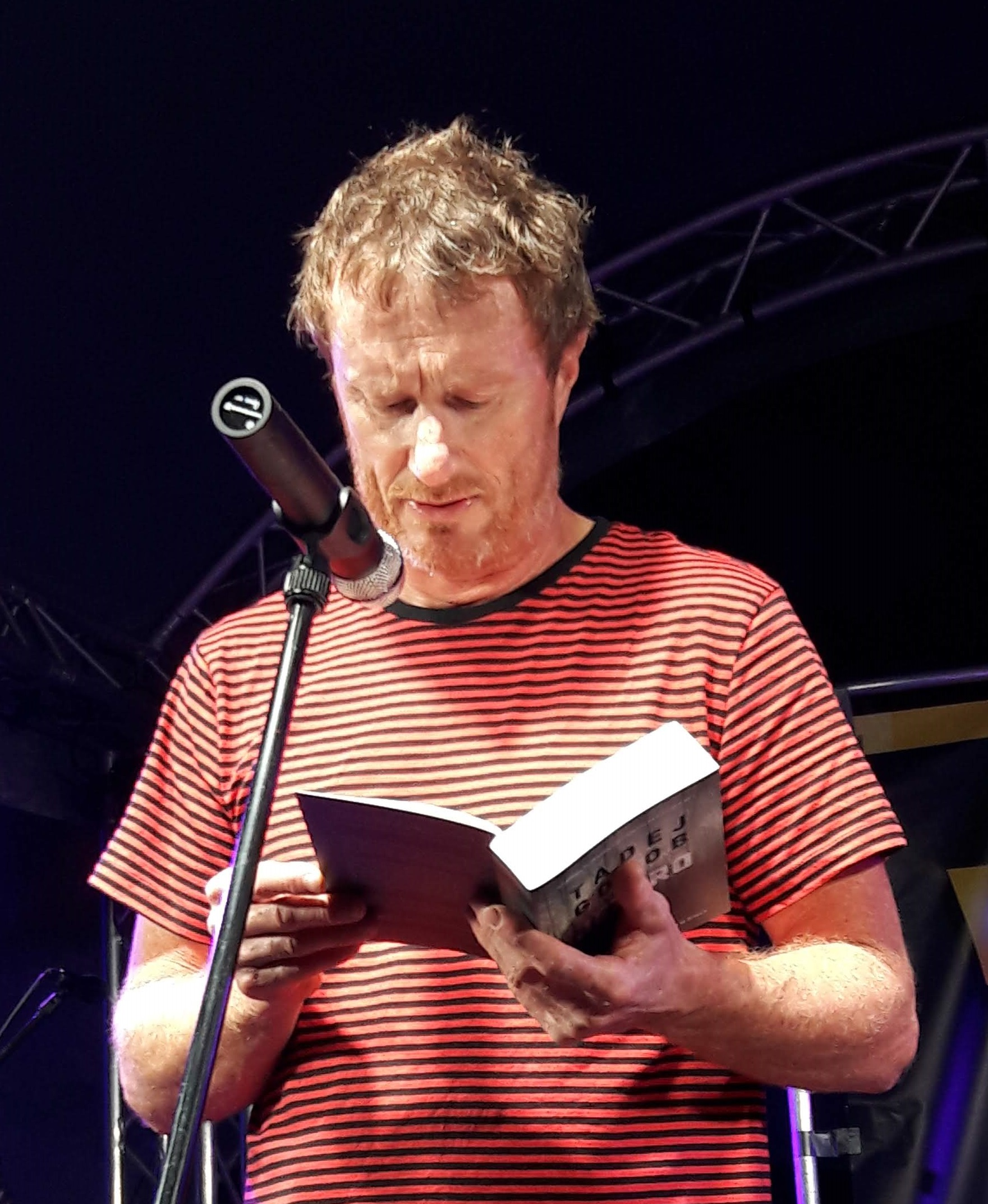
Tadej Golob (2018)

Tadej Golob (* 16. September 1967 in Maribor, SFR Jugoslawien) ist ein slowenischer Schriftsteller, Journalist, Kolumnist und Alpinist.

## Leben und Werk
Tadej Golob wuchs in der Kleinstadt Lenart v Slovenskih goricah im Nordosten Sloweniens auf und lebt seit seinem (nicht abgeschlossenen) Studium der Publizistik in Ljubljana. In seiner Studienzeit jobbte er auf Honorarbasis beim Sportprogramm des öffentlich-rechtlichen Fernsehsenders RTV Slovenija, später arbeitete er als Redakteur der Zeitschriften Grand Prix (Auto- und Motorsport) und Grif (Alpin- und Extremsport) sowie der slowenischen Ausgabe der Zeitschrift Geo. Ab 2001 schrieb er außerdem für den Playboy und veröffentlichte darin zahlreiche Kolumnen und Interviews, die 2005 gesammelt unter dem Titel Moške svinje (Männliche Schweine) erschienen. Golob ist für das breite Themen- und Genrespektrum seiner Texte bekannt. Mittlerweile hat er den Journalistenberuf aufgegeben, um sich ganz dem Schreiben von Romanen zu widmen.
Sein erstes Buch Z Everesta (Vom Everest) veröffentlichte Golob im Jahr 2000. In ihm beschreibt er, wie Davo Karničar als Erster auf Skiern den Mount Everest hinunterfuhr – ein Abenteuer, auf dem ihn der erfahrene Alpinist Golob persönlich begleitet hatte. Bekannt sind seine Biografien prominenter Persönlichkeiten aus Slowenien, u. a. von Peter Vilfan (2004), Zoran Predin (2009), Goran Dragić (2015), Milena Zupančič, Peter Čeferin und Alenka Bratušek (2018). Gleich sein erster Roman Svinske nogice (2009, Schweinsfüßchen) wurde 2010 mit dem Kresnik-Preis für den besten slowenischen Roman des Jahres ausgezeichnet. Ihm folgten die beiden Jugendromane Zlati zob (2011, dt. Der goldene Zahn, 2018) und Kam je izginila Brina? (2013, Wohin ist Brina verschwunden?) sowie ein weiterer Roman für ein erwachsenes Zielpublikum (Ali boma ye!, 2013, dt. Ali, bring ihn um!), bei dem Golob die Boxwelt beleuchtet. 2016 erschien sein erster Krimi Jezero (Der See), der mit den beiden Nachfolgern Leninov park (2018, Leninpark) und Dolina rož (2019, Das Tal der Blumen) eine Trilogie mit der Hauptfigur Inspektor Taras Birsa bildet und einen wahren Krimi-Hype in Slowenien auslöste. Stilistisch orientierte er sich dabei am Vorbild der schwedischen Kriminalliteratur. Im Dezember 2019 rangierten Dolina rož (2019, Das Tal der Blumen) und Jezero (2016, Der See) auf dem zweiten und dritten Platz der meistverkauften Bücher der größten slowenischen Buchhandlungskette Mladinska knjiga.
2019 wurde Jezero als sechsteilige Krimireihe verfilmt und ab Dezember 2019 im slowenischen Fernsehen ausgestrahlt. Bereits auf Grundlage seines Debütromans Svinjske nogice (2010) verfasste der slowenische Schauspieler und Szenarist Sebastijan Cavazza ein Drehbuch für einen Film, das vom slowenischen Filmzentrum jedoch nicht angenommen wurde.
Golobs Bücher wurden bisher in zahlreiche Sprachen übersetzt, u. a. ins Englische, Deutsche, Mazedonische, Albanische und Italienische, am häufigsten sein Debütroman Svinjske nogice. Golobs Romane wurden mehrfach für den Kresnik-Preis nominiert; Zlati zob (2011, der Goldene Zahn) wurde mit der „Zlata hruška“ (Goldene Birne) ausgezeichnet, dem Qualitätszeichen für Kinder- und Jugendliteratur, sowie in den Katalog der „White Ravens“ der Internationalen Jugendbibliothek München aufgenommen.

## Publikationen
- Z Everesta, 2000. Ljubljana: Mythos.
- Avtobiografija, 2004. Ljubljana: Športno društvo košarkaša šola Peter Vilfan.
- Moške svinje, 2005. Logatec: AD Pirum.
- Zgodba iz prve roke: Zoran Predin, 2008. Ljubljana: Študentska založba.
- Svinjske nogice, 2009. Maribor: Litera.
- Plaža, 2011. Ljubljana: Delo.
- Zlati zob, 2011. Ljubljana: Mladinska knjiga.
  - dt. Übersetzung: Der goldene Zahn, 2018, ins Deutsche übersetzt von Ann Catrin Apstein-Müller. Berlin: Schruf & Stipetic.
- Ali boma ye!, 2013. Novo mesto: Goga.
- Kam je izginila Brina?, 2013. Dob pri Domžalah: Miš.
- Dajte Gogiju žogo! Goran Dragić od Ilirije do Miamija, 2015. Ljubljana: Sportelement.
- Jezero, 2016. Novo mesto: Goga.
- Kot bi Lina padla na Zemljo: biografija Milene Zupančič, 2018. Ljubljana: Beletrina.
- Leninov park, 2018. Novo mesto: Goga.
- Nespodobni odvetnik: biografija dr. Petra Čeferina, 2018. Radovljica: Didakta.
  - eng. Übersetzung: Indecent attorney: a biography of Peter Čeferin, 2020, ins Englische übersetzt von Blake Johnson. Radovljica: Didakta.
- V svojih čevljih: zgodba Alenke Bratušek, prve slovenske predsednice vlade, 2018. Radovljica: Didakta.
- Dolina rož, 2019. Novo mesto: Goga.